# Kaiserbrunnen
Kaiserbrunnen, Dortmund-Kaiserbrunnen — dzielnica miasta Dortmund w Niemczech, w kraju związkowym Nadrenia Północna-Westfalia, w okręgu administracyjnym Innenstadt-Ost.